# Claude Cholleton
 (décembre 2016).
Si vous disposez d'ouvrages ou d'articles de référence ou si vous connaissez des sites web de qualité traitant du thème abordé ici, merci de compléter l'article en donnant les références utiles à sa vérifiabilité et en les liant à la section « Notes et références ».
Claude Cholleton, né à Agde le 17 août 1830 et décédé à Paris le 19 janvier 1890  est un général français.

## Biographie
Fils de Claude Cholleton, contrôleur des brigades des Douanes, et de Magdeleine Suquet, il est né à Agde (Hérault) le 17 août 1830. Il s’engage au 3e régiment d’infanterie de ligne en qualité de soldat le 4 novembre 1848 avant d’être admis à l’École spéciale militaire de Saint-Cyr l’année suivante. Saint-cyrien de la 33e promotion (De Zaatcha, 1849-1851), il sort au dernier rang (212e sur 212) et obtient l’infanterie. Il rejoint la Légion étrangère en octobre 1851 et gagne l’Afrique du Nord en décembre. En avril 1854, il quitte l’Algérie à destination de la Crimée où il est affecté au 2e régiment de grenadiers de la Garde impériale (juillet 1854). Il est blessé par un coup de feu à la cuisse gauche devant Sébastopol le 8 septembre 1855. À cette occasion, il est fait chevalier de l’ordre impérial de la Légion d’honneur (14 septembre 1855) et il est promu lieutenant en septembre 1855. Il est également décoré de la médaille de S.M. la reine d’Angleterre.
En juillet 1857, il est affecté au 99e régiment d’infanterie de ligne en Afrique du Nord, puis sert de nouveau à la Légion étrangère de 1860 à 1863. Passé au 77e de ligne, il a son cheval tué sous lui dans une razzia opérée à Etnach-Gara au Maroc le 14 avril 1866 ce qui lui vaut d’être promu officier de l’ordre impérial de la Légion d’honneur le 10 juin 1866.
Rappelé en France en 1870, il est promu chef de bataillon au 27e régiment d’infanterie le 15 juillet 1870. Pendant la guerre franco-prussienne, Cholleton est blessé à l’abdomen lors des combats de Chatillon-Clamart dans les environs de Paris le 19 septembre 1870. Promu lieutenant-colonel au 27e de marche en octobre 1870, colonel au 119e de ligne en novembre 1870, il s’illustre pendant les combats menés par l’armée de Versailles contre la Commune de Paris du 8 mars 1871 au 7 juin 1871. À cette occasion, il est cité à l’ordre de l’Armée pour s’être distingué pendant les journées des 21, 22, 23, 24 et 25 mai 1871 contre l’insurrection parisienne.
En décembre 1871, alors que l’armée entame une profonde réorganisation, il est remis lieutenant-colonel et affecté au 3e régiment de zouaves en Afrique du Nord (1872-1873). De retour en métropole, il est promu colonel et prend le commandement du 113e régiment d’infanterie de mars 1873 à octobre 1879. Général de brigade le 18 octobre 1879, Cholleton est à la tête de la 33e brigade d’infanterie (17e division) quand il est appelé pour prendre le commandement de l’École spéciale militaire de Saint-Cyr le 3 février 1880.
Cholleton succède au général Hanrion, relevé de son commandement le 5 février 1880. D’emblée, Cholleton réunit une commission dont l’objectif est de remettre en cause le système Hanrion fondé sur les savoirs intellectuels et pratiques nécessaires au métier d’officier. Il cherche à mettre un terme à l’opposition entre l’instruction militaire et la formation académique et à réduire l’écart entre la théorie et la pratique. En prenant son commandement, Cholleton prononce l’ordre du jour suivant à Saint-Cyr le 8 février 1880 : « Par décret en date du 3 février, monsieur le Président de la République, sur proposition de monsieur le ministre de la Guerre, m’a fait l’honneur de me nommer au commandement de l’École spéciale militaire de Saint-Cyr. Professeurs et officiers, je compte sur votre zèle, votre dévouement, votre patriotisme, pour m’aider à fortifier les traditions de discipline et d’honneur, et pour faire que l’ École soit ce qu’elle doit être, une école uniquement nationale et spécialement militaire. Élèves de Saint-Cyr, vous ne devez avoir qu’une seule ambition, celle de devenir de bons et vigoureux officiers sur lesquels la France doit compter ».
Le lieutenant-colonel Eugène Titeux dans Saint-Cyr et l'école spéciale militaire en France rappelle que Saint-Cyr est une école française qui forme pour l’étranger des officiers sur commande et pour la France des officiers voués à la carrière des armes. En réalité, Cholleton cherche à donner aux élèves une formation uniquement militaire qui doit permettre aux futurs officiers d’être aptes à remplir convenablement les fonctions de leur grade, sans plus. Officier arrivé uniquement par l’action, le nouveau commandant de l’école n’attache pas d’importance à l’enseignement académique. Titeux rapporte qu’à l’occasion d’une visite d’étude, Cholleton aurait dit au sujet de l’académique : « Je n’y attache pas d’importance, dit-il aux jeunes gens attentifs : je ne vous demande qu’une chose, c’est d’avoir des qualités militaires. Somme toute, sortit de Saint-Cyr le dernier de ma promotion et toujours le plus puni, cela ne m’a pas empêché d’être général avant tous mes camarades ».
À l’École, Cholleton supprime les moyennes qui avaient jusqu’alors réglé l’obtention des sorties, autorise les sorties le dimanche et accorde une plus grande liberté aux élèves au quartier. L’une des conséquences de ces mesures est de provoquer chez les élèves une plus grande désaffection pour leur formation et en particulier pour la pompe. Favorisant la paresse, les projets de Cholleton débouchent sur un échec disciplinaire, militaire et intellectuel. Cholleton est placé en disponibilité le 14 octobre 1880 et il est remplacé par le général Deffis.
En qualité de commandant de l’école, il reçoit le nouveau drapeau de l’école et le donne en garde au porte-drapeau de l’école, l’élève officier G. Brice, alors major de la promotion des Zoulous (1878-1880) le 14 juillet 1880. L’emblème porte l’inscription « République française, École spéciale militaire » et de l’autre côté « Honneur et patrie, 1er bataillon de France ». La cérémonie a lieu sur l’hippodrome de Longchamp et au son du canon du Mont Valérien, devant quelque 300 000 spectateurs. Jules Grévy, président de la République, remet les 436 emblèmes qui remplacent ceux de 1871.
Cholleton termine sa carrière à la tête de la 12e brigade d’infanterie (24e division) et membre du comité consultatif de la cavalerie. Promu commandeur de l’ordre de la Légion d’honneur en 1885, il meurt à Paris le 19 janvier 1890.

## Décorations
- Commandeur de la Légion d'honneur